# Kraftwerk Kruckel
Das Kraftwerk Kruckel war ein Dampfkraftwerk in Dortmund-Kruckel zur Stromerzeugung aus Steinkohle für die öffentliche Energieversorgung.
Der Bau des Kraftwerks wurde 1905 als „Centrale II“ der Rheinisch-Westfälischen Elektrizitätswerke AG (RWE) auf dem Gelände der Zeche Vereinigte Wiendahlsbank in Dortmund-Kruckel begonnen, es sollte die auf dieser Zeche geförderte Kohle verfeuern. Nach einem Verkauf wurde das Kraftwerk 1908 durch das Westfälische Verbands-Elektrizitätswerk (WVE) in Betrieb genommen, das 1923 an die Dortmunder und Verbands-Elektrizitätswerk GmbH kam, die bereits 1925 wiederum in der neu gegründeten Vereinigte Elektrizitätswerke Westfalen GmbH (seit 1930 AG) aufging. An das Hochspannungsnetz wurde das Kraftwerk 1927 mit einer 110-Kilovolt-Freileitung angeschlossen. Doch bereits 1930 wurde das mittlerweile veraltete Kraftwerk zurückgefahren und 1931 bis auf Weiteres stillgelegt. In den letzten Kriegswochen 1945 wurde das Kraftwerk schwer beschädigt.
Das Kraftwerk wurde im Laufe der Jahre mehrfach erweitert und umgebaut. Nach der endgültigen Stilllegung wurden die Gebäude abgerissen, heute zeugt nur noch das Umspannwerk Kruckel von Amprion von diesem historischen Kraftwerksstandort.